# فرانک سولر
فرانک سولر (انگلیسی: Franck Soler؛ زادهٔ ۳ اکتبر ۱۹۷۰) بازیکن فوتبال است.
از باشگاه‌هایی که در آن بازی کرده‌است می‌توان به باشگاه فوتبال اوسر اشاره کرد.